# (36243) 1999 VP81
1999 VP81 (asteroide 36243) é um asteroide da cintura principal. Possui uma excentricidade de 0.05994080 e uma inclinação de 11.45675º.
Este asteroide foi descoberto no dia 5 de novembro de 1999 por LINEAR em Socorro.